# Độ trộn lẫn
Độ trộn lẫn, Độ trộn hợp hay Tính trộn lẫn, Tính trộn hợp là một thuật ngữ hóa học cho biết khả năng trộn hợp của các chất lỏng ở mọi tỷ lệ, tạo thành một dung dịch đồng nhất. Về nguyên tắc, thuật ngữ này cũng dùng cho các pha khác như pha rắn và pha khí, nhưng nó chủ yếu nói về độ hòa tan của một chất lỏng trong một chất lỏng khác. Ví dụ, nước và etanol có thể trộn lẫn ở bất kỳ tỷ lệ nào.
Ngược lại, nếu các chất khi trộn hợp không tạo thành pha đồng nhất, người ta coi các chất này là không thể trộn lẫn ở bất kỳ tỷ lệ nào. Ví dụ, mặc dù dietyl ete có thể hòa tan trong nước, nhưng 2 dung môi này không trộn lẫn với nhau vì chúng không thể trộn hợp ở mọi tỷ lệ.
Người ta thường xác định độ trộn lẫn của 2 chất bằng mắt thường. Nếu chúng trộn lẫn vào nhau, hỗn hợp tạo thành trong suốt. Ngược lại, hỗn hợp sẽ vẩn đục. Tuy nhiên, cần thận trọng khi xác định độ trộn lẫn của 2 chất vì nếu chúng có hệ số khúc xạ gần nhau, hỗn hợp của chúng sẽ trong suốt.